# Cyberoorlog
Cyberoorlog of informatieoorlogvoering is een soort oorlogvoering waarbij hackers uit politieke motieven natiestaten aanvallen met computer- of netwerksabotage en spionage.
De eerste cyberoorlog werd gevoerd op 27 april 2007 in Estland. Aanleiding was de omstreden verplaatsing van de Bronzen Soldaat van Tallinn, een monument met oorlogsgraven uit het Sovjettijdperk. De meeste aanvallen kwamen van servers van de Russische overheid en waren van het DDoS-type. Ze werden uitgevoerd door individuen en richtten zich tegen het Estse Parlement, ministeries, banken en media in Estland.
Wie achter de aanvallen zat is onduidelijk. Sergei Markov, lid van de Russische Doema, beweerde dat zijn assistent de aanval had uitgevoerd. Ook Konstantin Goloskokov, een "commissaris" van de door het Kremlin gesteunde jeugdgroep Nashi eiste de verantwoordelijkheid op. Experts zijn kritisch ten aanzien van deze aanspraken. De aanvallen zetten militaire organisaties aan om hun netwerkbeveiliging te herzien. Op 14 juni 2007 kwamen de ministers van Defensie van de NAVO hier voor samen in het NAVO-hoofdkwartier Brussel.

## Aanvalsmethoden
Een cyberoorlog levert verschillende soorten dreigingen voor een land op:

### Spionage en veiligheidslekken in de nationale veiligheid
Cyberspionage is de illegale praktijk voor het verkrijgen van geheimen (gevoelige, eigendoms- of gerubriceerde gegevens) van particulieren, concurrenten, groepen, overheden of vijanden om er militair, politiek of economisch voordeel uit te halen. Onveilig behandelde informatie kan worden onderschept en zelfs gewijzigd, waardoor spionage en desinformatie mogelijk wordt vanaf de andere kant van de wereld. Specifieke aanvallen op de Verenigde Staten kregen codenamen zoals Titan Rain en Moonlight Maze. Volgens Generaal Keith B. Alexander heeft het onlangs opgerichte Cyber Command als doel om vast te stellen of activiteiten zoals commerciële spionage of diefstal van intellectueel eigendom criminele activiteiten zijn of daadwerkelijke "inbreuken op de nationale veiligheid".

### Sabotage
Militaire activiteiten die computers en satellieten gebruiken voor coördinatie lopen het risico van materiaalstoringen. Bevelen en communicatie kunnen worden onderschept of veranderd. Elektriciteit, water, brandstof, communicatie en transportinfrastructuur kunnen alle kwetsbaar zijn voor verstoring. Volgens Richard A. Clarke is de civiele wereld in gevaar, omdat de inbreuken op de beveiliging reeds verder gaan dan gestolen creditkaartnummers, en dat potentiële doelwitten ook het elektriciteitsnet, treinen, of de aandelenmarkt kunnen behelzen.
Medio juli 2010 hebben beveiligingsexperts een kwaadaardig stuk software genaamd Stuxnet ontdekt. Het had fabriekscomputers geïnfiltreerd en had zich voortgeplant over de hele wereld. Het wordt beschouwd als "de eerste aanval op kritieke industriële infrastructuur die de basis vormen van de moderne economie", merkt The New York Times op.

#### Elektriciteitsnet
De federale regering van de Verenigde Staten geeft toe dat het elektriciteitsnet gevoelig is voor cyberoorlog. Het Amerikaanse ministerie van Homeland Security werkt samen met het bedrijfsleven om kwetsbaarheden te identificeren. Om het bedrijfsleven te helpen met het verbeteren van de beveiliging van systeemnetwerken, zorgt de federale regering er ook voor dat er veiligheid is ingebouwd als de volgende generatie van "smart grid"-netwerken worden ontwikkeld. In april 2009 doken, volgens huidige en voormalige nationale veiligheidsambtenaren, meldingen op dat China en Rusland het Amerikaanse elektriciteitsnet hadden geïnfiltreerd en computerprogramma's hadden achtergelaten die kunnen worden gebruikt om het systeem te verstoren. De North American Electric Reliability Corporation (NERC) heeft verklaard dat het elektriciteitsnet niet voldoende beschermd is tegen een cyberaanval. China ontkent dat het binnengedrongen is in het elektriciteitsnet van de Verenigde Staten. Eén tegenmaatregel zou zijn om het elektriciteitsnet los te koppelen van het internet en het elektriciteitsnet enkel op droop speed control te laten lopen. Massale stroomuitval veroorzaakt door een cyberaanval zou de economie kunnen verstoren, afleiden van een gelijktijdige militaire aanval, of een nationaal trauma kunnen veroorzaken.
Howard Schmidt, Cyber-Security Coördinator van de Verenigde Staten, zegt over deze mogelijkheden:
Het is mogelijk dat hackers toegang hebben gekregen tot administratieve computersystemen van nutsbedrijven, maar deze zijn niet gekoppeld aan de apparatuur die het net regelen, althans niet in de ontwikkelde landen. [Schmidt] heeft nog nooit gehoord dat het net zelf is gehackt.

## Motivaties

### Militaire motivaties
In de VS deelde generaal Keith B. Alexander, hoofd van het recent gevormde USCYBERCOM, aan het Senate Armed Services Committee mede dat oorlogsvoering over computernetwerken zo snel evolueert dat er een "wanverhouding ontstaat tussen onze technische mogelijkheden om operaties uit te voeren en het huidige beleid en de wetgeving. Cyber Command is de nieuwste wereldwijde soldaat en zijn enige domein is cyberspace, buiten de traditionele slagvelden van land, zee, lucht en ruimte". Het zal proberen cyberaanvallen te vinden en, indien nodig, te neutraliseren en de militaire computernetwerken te verdedigen.
Alexander schetste het brede slagveld waarop computeroorlog zich afspeelt, met de vele doelwitten die mogelijk moeten worden aangevallen, met inbegrip van het "traditionele slagveld buiten: command- en control-systemen op militaire hoofdkwartieren, luchtverdedigingsnetwerken en wapensystemen die computers vereisen om ze te bedienen."
Cyber ShockWave, een scenario voor cyberoorlog, werd als spel op kabinetsniveau gespeeld door oud-ambtenaren en bracht vele kwesties aan het licht, van de National Guard via het elektriciteitsnet tot de grenzen van het wettelijke gezag.
De uiteenlopende aard van aanvallen op internet betekent dat het moeilijk is om het doel en de aanvallende partij te bepalen, zodat het onduidelijk is wanneer een bepaalde handeling moet worden beschouwd als een oorlogsdaad.

### Burgerlijke motivatie
Mogelijke doelen van internetsabotage zijn alle aspecten van het internet, van de ruggengraat van het web, tot de internet service providers, tot de uiteenlopende vormen van datacommunicatie en netwerkapparatuur. Dit behelst onder meer webservers, bedrijfsinformatiesystemen, client-serversystemen, communicatieverbindingen, netwerkapparatuur, en desktops en laptops in bedrijven en woningen. Elektriciteitsnetten en telecommunicatiesystemen worden ook kwetsbaar geacht, vooral als gevolg van de huidige trends in de automatisering.

### Privésector
Computerhacking is een moderne vorm van industriële spionage en doet zich naar men aanneemt op grote schaal voor. Dit soort van criminaliteit wordt ondanks de grootschaligheid weinig gerapporteerd. Volgens George Kurtz van McAfee moeten bedrijven over de hele wereld miljoenen cyberaanvallen per dag het hoofd bieden. "De meeste van deze aanvallen krijgen geen aandacht in de media en leiden ook niet tot uitgesproken politieke verklaringen van de slachtoffers." Dit soort van criminaliteit is meestal financieel gemotiveerd.

## Cyberoorlogsvoering internationaal
Het internet beveiligingsbedrijf McAfee vermeldt in zijn jaarverslag over 2007 dat ongeveer 120 landen het internet gebruiken als een wapen om financiële markten en overheidscomputersystemen te viseren.

### Cyberoorlogsvoering in Europa

#### Cooperative Cyber Defence Centre of Excellence (CCD CoE)
In het kielzog van de cyberoorlog van 2007 tegen Estland, heeft de NAVO het Cooperative Cyber Defence Centre of Excellence (CCD CoE) opgericht in Tallinn, Estland, om de cyberdefensie van de organisatie te verbeteren. Het centrum is opgericht op 14 mei 2008, kreeg de volledige erkenning van de NAVO en bereikte de status van de Internationale Militaire Organisatie op 28 oktober 2008.
Estland had een dergelijk centrum reeds in 2003 voorgesteld. Het is dus niet direct terug te voeren op de spectaculaire aanvallen op Estland in 2007. Deze aanvallen hebben mogelijk de doorslag hebben gegeven die tot de beslissing leidde. Behalve door het gastland wordt de internationale militaire organisatie momenteel door Litouwen, Letland, Italië, Spanje, Slovakije en Duitsland ondersteund. De Verenigde Staten en Turkije hebben aangekondigd om tot het CCD CoE, dat enkel toegankelijk is voor NAVO-leden, binnenkort te willen toetreden. Er werken 30 personen (april 2009). Het "Coöperatiecentrum voor Cyberverdediging" duidt zijn prioriteiten als inzichten, bijstand en vakkennis van diverse aspecten van het thema en die aan de NAVO ter beschikking te stellen. Daar hoort bij conceptualisering, training en oefeningen, publicatie van onderzoeksresultaten maar ook het ontwikkelen van een juridisch kader voor de, zoals het bij het CCD CoE heet, nog "onrijpe discipline" cyberverdediging. Directeur van het CCD CoE is sinds februari 2008 luitenant-kolonel Ilmar Tamm.
Tijdens de NAVO-top in Boekarest in april 2008 werd de bereidwilligheid van de alliantie om het "vermogen om alliantieleden op verzoek bij de afweer van een cyberaanval te ondersteunen" onderstreept. De eerste "CCD COE Conference on Cyber Warfare" onder leiding van Kenneth Geers vond plaats van 17 tot 19 juni 2009. Het CCD CoE wil zo snel mogelijk eveneens een lexicon betreffende Cyber Warfare creëren: "De definitie en de concepten zijn uiterst uitdagend in Cyberspace", aldus Geers bij de opening van de conferentie in Tallinn: "En ze zullen sterk gerichte aandacht vereisen." Van 9 tot 11 september 2009 vond eveneens in Tallinn de Cyber Conflict Legal & Policy Conference 2009 plaats, georganiseerd in samenwerking met het George Mason University Center for Infrastructure Protection en het CCD CoE.
Suleyman Anil, die bij de NAVO het centrum voor Computer Incident Response Capability(NCIRC TC) voorzit, verklaarde in het voorjaar 2008 ter gelegenheid van een congres betreffende internetcriminaliteit in London: "Cyberverdediging wordt nu in de hoogste rangen in één adem met rakettenafweer en energiebeveiliging genoemd. We hebben een toename van dergelijke aanvallen vastgesteld en we geloven niet dat dit probleem in afzienbare termijn zal verdwijnen. Zolang er geen wereldwijd ondersteunde maatregelen genomen worden kan dit een globaal probleem worden." Alhoewel sommige stemmen sinds de jaren 1980 voor dergelijke gevaren gewaarschuwd zouden hebben, is deze aangelegenheid slechts sinds enkele jaren op de radar van de regeringen gekomen. De kosten van Hi-Tech-Aanvallen zijn gedaald terwijl de omvang van de schade die zij kunnen aanrichten stijgt, aldus Anil.
In het SHAPE-hoofdkwartier van de NAVO in het Belgische Casteau heeft de alliantie haar Incident Management Section.
Aangezien Estland internationale inspanningen om cybercrime te bestrijden heeft verlangt, zegt het Federal Bureau of Investigation dat het in 2009 permanent een deskundige op het gebied van computercriminaliteit in Estland zal plaatsen om te helpen bij de internationale strijd tegen de bedreiging van computersystemen.

#### België
De verantwoordelijkheid voor cyberverdediging is in de Belgische regering verspreid over verschillende departementen en er is geen centrale nationale autoriteit ter zake. Het Belgische Netwerk voor Informatiebeveiliging, een overlegplatform waar verschillende regeringsinstanties aan deelnemen, adviseert de regering over cyberdreigingen en de bescherming van kritische infrastructuur.
Het Strategisch Plan 2000-2015 van Defensie noemt "verhoogde gecomputeriseerde acties" als een van de vier redenen voor het oprichten van een verenigde generale staf.
België heeft met Nederland en Luxemburg een memorandum van overeenstemming getekend voor een samenwerking bij cyberbeveiliging, met inbegrip van het delen van informatie en expertise, en samenwerking bij best practices en het ontwikkelen van publiek-private samenwerking.

#### Nederland
In Nederland is het Nationaal Cyber Security Centrum opgericht voor de coördinatie van onderzoek en afhandeling van incidenten onder de verantwoordelijkheid van de Nationaal Coördinator Terrorismebestrijding en Veiligheid. Op Inlichtingengebied hebben de AIVD en MIVD samen de Joint Sigint Cyber Unit opgericht. Het Nederlandse Ministerie van Defensie heeft het Defensie Cyber Commando (DCC) opgericht, waarmee cyberoperaties onderdeel gemaakt kunnen worden van militaire inzet.

### Cyberoorlogsvoering in de United States
Cyberwarfare in the United States is de militaire strategie van de Verenigde Staten voor proactieve cyberverdediging en het gebruik van cyberoorlog als een platform voor de aanval. De nieuwe Amerikaanse militaire strategie maakt expliciet dat een cyberaanval casus belli is voor een traditionele oorlogsdaad.
In augustus 2010 waarschuwde de VS voor het eerst publiekelijk dat het Chinese leger gebruikmaakt van civiele computerexperts voor clandestiene cyberaanvallen die gericht zijn op Amerikaanse bedrijven en overheidsinstellingen. Het Pentagon verwees ook naar een vermeend Chinees spionagenetwerk genaamd GhostNet, dat werd onthuld in een onderzoeksrapport vorig jaar. Het Pentagon verklaarde:
"De People's Liberation Army gebruikt "informatie-oorlogsvoeringeenheden" om virussen te ontwikkelen om vijandelijke computersystemen en -netwerken aan te vallen, en die eenheden bevatten civiele computerprofessionals. Commandant Bob Mehal zal de opbouw van de cyberoorlogsmogelijkheden van het PLA opvolgen en zal capaciteiten blijven ontwikkelen om potentiële bedreigingen tegen te gaan."
Het Amerikaanse ministerie van Defensie ziet het gebruik van computers en het internet voor oorlogsvoering in cyberspace als een bedreiging voor de nationale veiligheid. Het United States Joint Forces Command beschrijft een aantal van zijn attributen:
Cyberspace-technologie is in opkomst als een "instrument van de macht" in de samenleving, en wordt steeds meer beschikbaar om de tegenstanders van een land, die kunnen het gebruiken om aan te vallen, af te breken, en verstoren de communicatie en de stroom van informatie. De lage toetredingsdrempels, in combinatie met het anonieme karakter van de activiteiten in cyberspace, de lijst van potentiële tegenstanders is breed. Bovendien zal de hele wereld verspreid overaanbod van cyberspace en zijn minachting voor landsgrenzen uitdaging rechtsstelsels en bemoeilijken een land in staat is om bedreigingen af te schrikken en te reageren op onvoorziene gebeurtenissen.
In februari 2010, bracht het Joint Forces Command van de Verenigde Staten een studie waarin een overzicht van de gevaren van het internet vermeldt stond:
Met zeer weinig investeringen, en gehuld in een sluier van anonimiteit, zullen onze tegenstanders onvermijdelijk pogen om onze nationale belangen te schaden. Cyberspace is een van de belangrijkste fronten in zowel conventionele en niet-conventionele conflicten aan het worden. Vijanden in cyberspace zullen zowel staten en niet-staten zijn en zullen variëren van de onervaren amateur tot de hoog opgeleide professionele hackers. Via cyberspace, zullen vijanden zich op de industrie, de academische wereld, de overheid, maar ook het leger in de lucht, over land, zee en ruimte richten. In vrijwel dezelfde manier dat de luchtmacht het slagveld van de Tweede Wereldoorlog veranderde, heeft cyberspace gebroken met de fysieke barrières die een natie beschermen tegen aanvallen op de handel en communicatie. Inderdaad hebben tegenstanders al gebruikgemaakt van computernetwerken en de kracht van informatietechnologie, niet alleen om terroristische daden te plannen en uit te voeren, maar ook om direct invloed op de perceptie en de wil van de Amerikaanse regering en de Amerikaanse bevolking uit te oefenen.

#### Amerikaanse "kill switch bill"
Op 19 juni 2010 presenteerde senator Joe Lieberman (I-CT) het wetsvoorstel “Protecting Cyberspace as a National Asset Act of 2010” (Bescherming van Cyberspace als een Nationaal Bezit Wet van 2010), die hij samen met senators Susan Collins (R-ME) en Thomas Carper (D-DE) schreef. Als dit controversiële wetsvoorstel, dat in de Amerikaanse media ook wel de kill switch bill wordt genoemd, wordt goedgekeurd, verleent het de president noodbevoegdheden over delen van het internet. De drie coauteurs verklaarden echter dat het wetsvoorstel integendeel "de bestaande brede presidentiële autoriteit om de telecommunicatienetwerken over te nemen [versmalt]".

### Cyberoorlogsvoering in China
Diplomatieke telegrammen benadrukken Amerikaanse zorgen dat China de toegang tot Microsofts broncode gebruikt en dat 'het de talenten oogst van zijn privésector' om zijn offensieve en defensieve capaciteiten te versterken.

## Cybercontra-intelligentie
Cybercontra-inlichtingen zijn maatregelen om buitenlandse activiteiten, die cybermiddelen gebruiken als primaire spionagetechniek, te identificeren, binnen te dringen of te neutraliseren, evenals de verzameling inspanningen van buitenlandse inlichtingendienst die de traditionele methoden gebruiken om cybercapaciteiten en intenties van het eigen land te peilen.
- Op 7 april 2009 kondigde Het Pentagon aan dat ze al meer dan $ 100 miljoen hebben uitgegeven in de afgelopen zes maanden om te reageren op en om schade als gevolg van cyberaanvallen en andere computernetwerk problemen te herstellen.[61]
- Op 1 april 2009 hebben de Amerikaanse wetgevers aangedrongen op de benoeming van een cybersecurity-"tsaar" van het Witte Huis om de Amerikaanse defensie tegen cyberaanvallen dramatisch te escaleren, door voorstellen uit te werken die de overheid in staat zou stellen om voor de eerste keer veiligheidsnormen voor de particuliere sector te bepalen en af te dwingen.[62]
- Op 9 februari 2009 heeft het Witte Huis aangekondigd dat het een inspectie zal uitvoeren van de cyberveiligheid van de natie om ervoor te zorgen dat de cybersecurity-initiatieven van de federale regering van de Verenigde Staten op passende wijze worden geïntegreerd, middelen ter beschikking krijgen en gecoördineerd worden met het Congres van de Verenigde Staten en de privésector.[63]